# Javnica
Javnica is een plaats in de gemeente Dvor in de Kroatische provincie Sisak-Moslavina. De plaats telt 72 inwoners (2001).